# لقمه‌ماهی بینی‌سفید
لقمه‌ماهی بینی‌سفید (نام علمی: Himantura uarnacoides) نام یک گونه از سرده لقمه‌ماهی‌های شلاقی است.